# تو مرا بالا می‌بری
«تو مرا بالا می‌بری» یا «تو بلندم می‌کنی» (به انگلیسی: You Raise Me Up) یک ترانه محبوب است که توسط سکرت گاردن برای اولین بار خوانده شد و تاکنون بیش از ۱۲۵ بار بازخوانی شده‌است.
از معروف‌ترین بازخوانی‌های این ترانه، می‌توان به بازخوانی گروه وست‌لایف اشاره کرد.